# Selkäsaari (ö i Södra Savolax, S:t Michel, lat 61,91, long 26,56)
Selkäsaari är en ö i Finland. Den ligger i sjön Puula och i kommunen Kangasniemi i den ekonomiska regionen  S:t Michel och landskapet Södra Savolax, i den södra delen av landet, 210 km norr om huvudstaden Helsingfors. Öns area är 0,5 hektar och dess största längd är 90 meter i nord-sydlig riktning.